# Didierea trollii
Didierea trollii is een succulent uit de familie Didiereaceae. De plant is endemisch in het zuidwesten van Madagaskar. De soort is vernoemd naar de Duitse botanicus Wilhelm Troll.
De plant staat in appendix II van CITES, wat betekent dat exemplaren alleen mogen worden uitgevoerd uit Madagaskar als daar een speciale CITES-vergunning voor is verleend.
In Nederland heeft de Botanische Tuin Kerkrade de plant in zijn collectie.